# Caecidotea phreatica
Caecidotea phreatica is een pissebed uit de familie Asellidae. De wetenschappelijke naam van de soort is voor het eerst geldig gepubliceerd in 1985 door Lewis & Holsinger.